# 横浜浮浪者襲撃殺人事件
横浜浮浪者襲撃殺人事件（よこはまふろうしゃしゅうげきさつじんじけん）とは、1983年2月5日から2月10日にかけて、横浜市内の地下街や公園などでホームレス（浮浪者）が次々襲われ殺傷された事件。
逮捕された犯人は横浜市内に住む中学生を含む少年のグループで、少年たちによる「浮浪者狩り」は社会に大きな衝撃を与えた。

## 概要
以下は全て1983年に起きた出来事である。
- 2月5日 - 夜間に山下公園（横浜市中区）で60歳の浮浪者が集団で暴行を受け、収容先の病院で2日後に死亡した。さらに、横浜スタジアムでも浮浪者9人が次々襲われ重軽傷を負った。
- 2月10日朝 - 松影公園（横浜市中区）で43歳の浮浪者が死亡しているのが発見された。
- 2月12日 - 神奈川県警察の合同捜査本部は少年グループを傷害致死の疑いで逮捕した。逮捕されたのは「恐舞連合[3]」と称するストリートギャングで、中学2年生3人、中学3年生2人、高校1年生、16歳の無職4人の合計10人。

このグループについては特定できたのは横浜スタジアムでの傷害事件と山下公園での殺人事件のみである。被害者の証言によると逮捕されたグループ以外にも複数の浮浪者狩りグループがあり、他に2人の浮浪者が殺害されているが未解決のままである。
関与した中学生の一人が、友達の少女に「プータロー狩りって、カネが掛からない上にスリルがあって面白い。先日も一人ぶっ殺してやった」と得意げに話したため、驚いた少女が自身の母親に話し、母親が中学生の両親に伝えた事で事件が発覚した。

## 動機
「おまえらのせいで横浜が汚くなるんだ」と叫びながら浮浪者に暴行を加えており、警察の取調べに対しても「横浜を綺麗にするためゴミ掃除しただけ」と自供した。また、「対立グループとの喧嘩の練習のため」、「浮浪者が逃げ惑う姿が面白かった」、「退屈しのぎに浮浪者狩りを始めた」とも自供している。
赤坂憲雄は『排除の現象学』の第2章でこの事件について描き（第2章　浮浪者―ドッペルゲンガー殺しの風景　～横浜浮浪者襲撃事件を読む～）、その章の結語として、「横浜の事件が思いがけず露出させてしまったものは、この、市民社会の境界付近で日々再演されている、浮浪者を生贄とした供犠の光景であったに違いない」「横浜の事件とはやはり、わたしたちの現在（いま）を照射する、市民たちの内なる風景であった」としている。

## 審判
1983年3月4日に犯人グループの少年10名を家裁に送致。検察官の処分意見は、保護観察処分が1名、教護院が2名、残りの7名が少年院に送致する保護処分が相当と判断した。
横浜家庭裁判所は同年の3月30日、横浜地方検察庁から傷害致死、傷害、暴行容疑で送致されて審判中だった14～16歳の少年10名に対し、9人を少年院に送致し、1人を教護院に送致する保護処分を決定した。

## 関連図書
- 佐江衆一『横浜ストリートライフ』（社会思想社現代教養文庫　ISBN 4390115405 （1997/04）、新潮社新潮文庫　ISBN 4101466017 （1986/05）、新潮社 ISBN 4103090049 （1983/01））
- 福田洋、石川保昌『図説 現代殺人事件史』（河出書房新社　ISBN 4309726097 （1999/06)）
- 安田雅企『少年少女犯罪』（東京法経学院出版　ISBN 4808944057 （1985/06)）
- 赤坂憲雄『排除の現象学』（ちくま学芸文庫　ISBN:978-4-480-08198-8 (1995/06)）
- 青木悦『やっと見えてきた子どもたち　横浜「浮浪者」襲撃事件を追って』（あすなろ書房　JAN：9784751501337(1985/02)）